# حجر (محافظة رابغ)
حجر مركز كبير اشبه بمدينة  في منطقة مكة  سعودية ومركز إداري يتبع محافظة رابغ التابعة لـ منطقة مكة المكرمة. 

## الموقع الجغرافي
يتبع مركز حجر من ناحية إدارية لمحافظة رابغ التابعة لمنطقة مكة المكرمة ويبعد مركز حجر عن رابغ 100 كم تقريبًا. ويقع المركز في الجهة الشمالية الغربية بالنسبة للحدود الإدارية لمنطقة مكة المكرمة، ويوجد بداخل المركز على امتداد طولي يقدر بــ 30 كم تقريبًا أكثر من 63 هجرة.

## التاريخ
كانت قرى وادي حجر تسمى الوسيط سابقآ لوقوعها في الوسط بين مكة المكرمة والمدينة المنورة وكانت تسمى حجر بالسايرة ولقد ذكرها المؤرخ ياقوت الحموي في كتاب «معجم البلدان» ويوجد بها جبل بحران الذي سميت به أحد غزوات الرسول.

## التعليم
افتتحت أول مدرسة سعودية في حجر عام 1370هـ وهي مدرسة ( كعب بن زهير) الابتدائية، وفي عام 1400هـ افتتحت أول مدرسة متوسطة. بعد ذلك تزايد عدد المدارس في مختلف المدارس في حجر وفقي عام 1424هـ بلغ عدد الطلاب (2185.

## المواقع والأماكن الأثرية
- معدن بحران.
- مناجم حمّ والضَمان وما حولها.
- الشعب.
- القلاع الجبيلية والسدود الحجرية.
- جبل الحصن
- قصر المناقيش أو (حصن بني أسلم).
- المباني الدائرية ( المرازيب)
- قلعة بن دحمان.
- قلعة مجملة.[6]

## الأحياء السكنية
- حي البريريق.
- حي البيار.
- حي الجوبة.
- حي خيف السوق.
- حي الدف وجليلة.
- حي راين.
- حي الزويراء.
- حي الأسُلمية.
- حي الصدارة.
- حي عكاظ.
- حي أبو فليح.
- حي القُصيرية.
- حي القُصيرية.
- حي المازنية.
- حي المرخة.
- حي الريان
- الأحياء السكنية في وادي ندا.[7]

## وصلات خارجية
- مركز حجر يجهز لإقامة مهرجان حجر الثاني للتمور